# Односи Црне Горе и Уједињеног Краљевства
Односи Црне Горе и Уједињеног Краљевства су инострани односи Црне Горе и Уједињеног Краљевства Велике Британије и Сјеверне Ирске.

## Односи
На Берлинском конгресу 1878. Британија стаје на страну очувања Османског царства где год је то могуће
Односи Црне Горе и Велике Британије успостављени су фебруара 1879. године, када је и отворено прво дипломатско представништво Велике Британије на Цетињу. Црногорска краљевска породица је остварила односе са британском краљевском породицом у 19. вијеку. На црногорском Двору на Цетињу боравили су 1887. године у званичној посјети син британске краљице Викторије војвода Единбуршки, његова супруга Марија Александровна и синовац Џорџ, који је касније постао британски краљ. Књаз Никола Петровић је боравио у званичној посјети Великој Британији у мају 1898. године, када га је примила британска краљица Викторија у Виндзору.
Уједињено Краљевство је званично признало Црну Гору 13. јуна 2006. године, када су и успостављени дипломатски односи између двије државе.

### Дипломатски представници

#### У Лондону
Амбасада Црне Горе у Уједињеном Краљевству покрива Ирску и Исланд.
- Љубиша Станковић, амбасадор, 2011. - 2013.
- Драгиша Бурзан, амбасадор, 2007. - 2010.[2]
- Јово Поповић[3]

#### У Подгорици
Канцеларија британске Амбасаде у Подгорици отворена је у новембру 2003, а трансформисана је у Амбасаду 1. децембра 2006. године.
- Јан Витинг, амбасадор, 2013. -
- Кетрин Најт-Сендс, амбасадор, 2009. - 2013.
- Кевин Лајн, амбасадор, 2007. - 2009.
- Џон Дајсон, амбасадор, 2006. - 2007.[2]

#### Код црногорске владе у егзилу
После одлака Џорџа Грехама на положај британског посланика у Бриселу августа 1920. Британија више није именовала свог посланика при црногорском двору и влади.
- Џорџ Грехам, отправник послова,  - 1920.[4]

#### У Цетињу
- Џон Френсис Чарлс де Салис, посланик, 1912. - 1916.
- Анри Бомон
- Вилјем Едвард Орели
- Шарл Луј Грак
- Роберт Кенеди, министар резидент, 1897. - 1905.
- Роберт Кенеди, отправник послова, 1893. - 1897.
- Валтер Беринг, 1886. - 1893.
- Вилјем Кирби Грим, отправник послова, 1879. - 1886.[5]